# Wołoka (rejon czerniowiecki)
Wołoka (ukr. Волока) – wieś na Ukrainie, w obwodzie czerniowieckim, w rejonie czerniowieckim, siedziba hromady. Miejscowość etnicznie rumuńska.
W 2001 liczyła 3035 mieszkańców, wśród których 63 wskazało jako ojczysty język ukraiński, 9 rosyjski, 1 mołdawski, 2960 rumuński, a 2 inny.